# علی امیرخیزی
علی امیرخیزی (۱۲۷۴–۱۳۶۴) از انقلابیون دوران مشروطه، نویسنده و فعال سیاسی، عضو کمیته مرکزی حزب توده ایران.
وی در سال ۱۲۹۶ برابر با ۱۹۱۷ که سال انقلاب اکتبر بود مدتی مدیر داخلی روزنامه تجدد شد که تحت نظر شیخ محمد خیابانی منتشر می‌شد. امیرخیزی در سال۱۲۹۸ به مدت یک سال نیز در گیلان به سر برد و در کنار حیدر عمو اوغلی دبیر اول حزب کمونیست ایران قرار گرفت.
اواخر سال ۱۳۰۰ از طرف حزب کمونیست ایران یکبار دیگر برای کارهای تشکیلاتی به تبریز فرستاده شد و در سال ۱۳۰۲ در کنار لاهوتی در قیام مردم تبریز شرکت کرد. بعدها در تبریز اتحادیه معلمین را بنیانگذاری کرد و سپس برای پیوستن به حزب اجتماعیون راهی تهران شد و در کنار سلیمان میرزا اسکندری قرار گرفت. با یورش شهربانی رضاشاه به کلوپ حزب اجتماعیون و بسته شدن آن، امیرخیزی نیز مانند بسیاری از فعالان حزب مخفی شد، اما روز ۳۰ خرداد ۱۳۱۰ به موجب قانونی که رضاشاه وضع کرده و هرگونه فعالیت کمونیستی را ممنوع اعلام داشته بود، در تهران دستگیر شد. یکسال و نیم در زندان ماند. در بازجوئی، شهربانی نتوانست شبکه یا رابطه هائی را از دهان امیرخیزی بیرون بکشد و ضمیمه پرونده اش کند. به همین دلیل نتوانستند محکومیت زندان برایش بتراشند و به تبعید یزد فرستاده شد. اندک زمانی بعد، از این تبعید نیز به زندان بازگردانده شد و پس از آن به تبعید تازه در روستای گلستان واقع در دو فرسنگی جنوب کرج فرستاده شد. امیرخیزی توانست بیماری خود را درمان کرده و یکبار دیگر به تبعیدگاه بازگردد و این بار در کارخانه مقوا سازی کوچکی میان راه روستای گلستان و کرج مشغول کار شد. بسرعت لیاقت خود را در این کارخانه نشان داد و سرانجام ۸ سال و نیم مدیر کارخانه شد، اما اقامتگاه او همچنان تبعیدگاه گلستان بود.
پس از سقوط رضاشاه امیرخیزی نیز سهم خود را در برپائی حزب توده ایران برعهده گرفت و در اولین کنفرانس ایالتی تهران عضو کمیته ایالتی شد. کمیته‌ای که وظیفه کمیته مرکزی حزب برعهده اش بود. کنگره اول حزب توده ایران عضویت امیرخیزی در کمیته مرکزی را تأیید کرد و از آذر۱۳۲۱ تا اواخر خرداد ۱۳۲۴ مسئول تشکیلات آذربایجان شد. در همین سال‌ها او توانست با بهره‌گیری از تجربه جنبش مشروطه و دو قیام سرکوب شده خیابانی و لاهوتی که در همه آن‌ها نقش داشت نهضت وسیع دهقانان و کارگران آذربایجان را سازمان داد. در این امر اردشیر آوانسیان یار همیشگی امیرخیزی بود. پس از ممنوعیت و یورش حزب توده ایران و پیگردهای خونین متعاقب آن هیچ چاره‌ای جز تن سپردن به مهاجرت برای امیرخیزی باقی نگذاشت و او با عزیمت به اتحاد شوروی توانست از چنگ زندان بگریزد. از وی کتب و مقالات زیادی دربارهٔ انقلاب مشروطه ایران باقی مانده است.
در جریان یورش به حزب توده ایران در جمهوری اسلامی نیز امیرخیزی در مسکو دوران کهولت را می‌گذراند و با خوشروئی کامل آنچه را می‌دانست در مشاوره پلنوم هجدهم حزب در میان گذاشت.